# Mit USA
|  | Denne artikel er oprettet af botten PalnaBot ud fra en ekstern database. Den kan derfor have sproglige fejl eller mangler. Denne skabelon kan fjernes efter kontrol af indholdet. |

Mit USA er en film instrueret af Mette-Ann Schepelern.

## Handling
Hvordan opleves USA med to unge danske udvekslingsstuderendes øjne? »Mit USA« fortæller om Christian og Sidsels ophold i USA og om forskellen mellem den forventningsfulde drøm og den virkelighed, der skal leve op til drømmen. Filmen følger Christian og Sidsel hos deres nye amerikanske familier, og deres bestræbelser på at indordne sig i USA, hvor der er mange regler, og hvor de voksne beslutter meget på de unges vegne. De underliggende amerikanske værdier bliver en vigtig del af Sidsel og Christians nye liv - og derved fremstår forskellighederne mellem USA og Danmark tydeligere. For dem bliver det ikke kun til en rejse "over there", men også en oplevelse der for altid vil have stor betydning for deres holdninger til tilværelsen og for deres personlige udvikling.